# トム・ピーターズ
トム・ピーターズ (Tom Peters) として知られる、トーマス・J・ピーターズ（Thomas.J. Peters、1942年11月7日 - ）は、アメリカ合衆国の経営コンサルタント。
コンサルティング・ファームのマッキンゼー時代に同僚らとともに「7つのS」を開発する。後にマッキンゼーから独立。「経営破壊」「起死回生」などの著書や講演で、新しい時代の経営やビジネスのあるべき姿を提起し続けている。
代表著作「エクセレント・カンパニー」で彼と共著者ロバート・ウォーターマンが超優良企業の共通点として挙げた「顧客密着主義」や「単純な組織、小さな本社」などは、IT（情報技術）の普及によって物理的に基礎づけられて可視的なものとなり、単なる抽象論ではなくなってきた。組織社会の行く末に関して彼らに先見の明があったことが証明された、と言ってよいだろう。

## 略歴
1942年11月7日、ボルティモアに生まれる。コーネル大学で土木工学の学士号、修士号を取得。卒業後スタンフォード大学にて経営学の修士号と博士号を取得。海軍やペンタゴンやホワイトハウスに勤務ののち、1974年から1981年まで、マッキンゼーに勤務。1982年に、マッキンゼー時代の同僚Ｒ・ウォーターマンとの共著「エクセレント・カンパニー」が出版されてベストセラーになり、日本では大前研一によって翻訳された。2004年にモスクワ国立経営大学から名誉博士号を授かる。

## 主要著作
- エクセレント・カンパニー（共著）
- 経営革命
- トム・ピーターズの経営破壊
- トム・ピーターズの起死回生
- トム・ピーターズのサラリーマン大逆襲作戦
- トム・ピーターズのマニフェスト
- エクセレントな仕事人になれ！